# Stazione di Ponte San Cono
Stazione di Ponte San Cono vasútállomás Olaszországban, Buccino település Ponte San Cono frazionéjában.

## Vasútvonalak
Az állomást az alábbi vasútvonalak érintik:
- Salerno–Potenza-vasútvonal

## Kapcsolódó állomások
A vasútállomáshoz az alábbi állomások vannak a legközelebb:
- Stazione di Romagnano-Vietri-Salvitelle
- Stazione di Buccino-San Gregorio Magno